# Liste der Kulturdenkmale in Starbach
In der Liste der Kulturdenkmale in Starbach sind die Kulturdenkmale des Nossener Ortsteils Starbach verzeichnet, die bis August 2021 vom Landesamt für Denkmalpflege Sachsen erfasst wurden (ohne archäologische Kulturdenkmale). Die Anmerkungen sind zu beachten.
Diese Aufzählung ist eine Teilmenge der Liste der Kulturdenkmale in Nossen.

## Starbach
| Bild                                    | Bezeichnung                                                                                            | Lage                                  | Datierung                                                                 | Beschreibung | ID       |
| --------------------------------------- | --- | ------------------------------------- | ------------------------------------------------------------------------- | --- | -------- |
| Direkt Bild zu diesem Denkmal hochladen | Eisenbahnbrücke und Durchlass                                                                          | (Flurstück 237/8) (Karte)             | 1877–1880                                                                 | Natursteinbogenbrücke der Bahnstrecke Riesa–Nossen und Durchlass in Bruchsteinmauerwerk für den Starbach, baugeschichtlich und technikgeschichtlich von Bedeutung | 09304461 |
| Weitere Bilder                          | Wohnstallhaus eines Vierseithofes                                                                      | Am Anger 2 (Karte)                    | 1. Hälfte 19. Jahrhundert                                                 | Markanter Fachwerkbau, Zeugnis ländlicher Architektur und Volksbauweise um 1800, Teil des malerischen Ortskerns von Starbach, baugeschichtlich bedeutend. Fachwerk massiv untersetzt. | 09268329 |
| Weitere Bilder                          | Wohnhaus                                                                                               | Am Anger 3 (Karte)                    | 1. Hälfte 19. Jahrhundert                                                 | Ländliches Gebäude, Fachwerk im Obergeschoss, für das Ortsbild wichtiges Gebäude, Zeugnis der Volksbauweise und ländlichen Architektur seiner Zeit, baugeschichtlich bedeutend. Fachwerk massiv untersetzt, Erdgeschoss verändert, Krüppelwalmdach. | 09268318 |
| Weitere Bilder                          | Wohnstallhaus, Seitengebäude, Scheune und Hofmauer eines Dreiseithofes                                 | Am Anger 4 (Karte)                    | Bezeichnet mit 1826 (Wohnstallhaus); bezeichnet mit 1919 (Scheune)        | Markantes Fachwerkensemble, lediglich Scheune massiv, Zeugnis ländlicher Architektur und Volksbauweise um 1800, Teil des malerischen Ortskerns von Starbach, baugeschichtlich und wirtschaftsgeschichtlich bedeutend. - Wohnstallhaus und Seitengebäude: Fachwerk massiv untersetzt, ersteres mit Sandstein-Türstock und -Fensterrahmungen - Scheune massiv | 09268319 |
| Weitere Bilder                          | Wohnstallhaus, Seitengebäude, Scheune und Torpfeiler eines Dreiseithofes                               | Am Anger 12 (Karte)                   | 1. Hälfte 19. Jahrhundert                                                 | Geschlossen erhaltenes ländliches Fachwerkensemble, aus diesem Grund besonders wertvolles Zeugnis der Volksbauweise und ländlichen Architektur seiner Zeit, zudem für das Ortsbild wichtige Gebäudegruppe, baugeschichtlich und wirtschaftsgeschichtlich bedeutend. - Fachwerk massiv untersetzt - Scheune: Fachwerk zur Hälfte bis auf Ständer ausgemauert - Wirtschaftsgebäude verbrettert | 09268317 |
| Weitere Bilder                          | Kriegerdenkmal für die Gefallenen des Ersten Weltkrieges                                               | Rüsseinaer Straße (Karte)             | Nach 1918                                                                 | Ortsgeschichtlich von Bedeutung | 09304468 |
| Direkt Bild zu diesem Denkmal hochladen | Wohnstallhaus, eingeschossiger Verbindungsbau (wohl Stallgebäude) und Scheune eines Bauernhofes        | Rüsseinaer Straße 13 (Karte)          | 1. Hälfte 19. Jahrhundert                                                 | Markantes Fachwerkanwesen, Zeugnis ländlicher Architektur und Volksbauweise um 1800, Teil des malerischen Ortskerns von Starbach, baugeschichtlich und wirtschaftsgeschichtlich bedeutend. - Wohnstallhaus: Fachwerk massiv untersetzt - Scheune: Fachwerk - Stall: mit Wohnstallhaus und Scheune verbunden, massiv, Außenfassade mit Isolierung verändert (Styroporplatten) | 09268330 |
| Direkt Bild zu diesem Denkmal hochladen | Zwei Seitengebäude eines Vierseithofes                                                                 | Rüsseinaer Straße 14 (Karte)          | 1. Hälfte 19. Jahrhundert                                                 | Beide Gebäude Fachwerk, Zeugnisse der Volksbauweise und ländlichen Architektur ihrer Zeit, zudem für das Ortsbild wichtige Gebäudegruppe, baugeschichtlich bedeutend. Beide: Fachwerk massiv untersetzt, Wirtschaftsgebäude mit Taubenschlag. | 09268358 |
| Direkt Bild zu diesem Denkmal hochladen | Wohnstallhaus eines ehemaligen Vierseithofes                                                           | Rüsseinaer Straße 15 (Karte)          | 1. Hälfte 19. Jahrhundert                                                 | Markanter Fachwerkbau, Zeugnis ländlicher Architektur und Volksbauweise um 1800, Teil des malerischen Ortskerns von Starbach, baugeschichtlich bedeutend. Das ebenfalls mit Fachwerk ausgestattete Seitengebäude (Hintergebäude) wurde abgebrochen. | 09268331 |
| Direkt Bild zu diesem Denkmal hochladen | Schmiedegebäude (mit integrierter Scheune)                                                             | Rüsseinaer Straße 16 (neben) (Karte)  | 1. Hälfte 19. Jahrhundert                                                 | Äußerst authentisch erhaltenes ländliches Anwesen um 1800, möglicherweise noch älter, herausragendes Zeugnis der Volksbauweise seiner Zeit, baugeschichtlich und ortsgeschichtlich bedeutend, Seltenheitswert wegen der zweigeschossigen Fachwerkkonstruktion und wegen der völlig unverfälschten Form. Fachwerk massiv untersetzt, leerstehend. Nebengebäude der ehemaligen Schmiede in Starbach (Vorderhaus abgebrannt und abgerissen). Deutlich ist hier die Fachwerkausführung bis auf das Fundament zu erkennen. Diese Form war lange Zeit für die Meißner Gegend typisch. Erst später entwickelte sich das durchweg massive Erdgeschoss (Hammer, bearbeitet). Anschrift: wohl alte Hausnummer 12, jetzt neben Nummer 16 und neben Alte Schule 1. | 09268322 |
|                                         | Wohnstallhaus, Seitengebäude und kleines Stallgebäude eines Bauernhofes                                | Rüsseinaer Straße 21 (Karte)          | 1. Hälfte 19. Jahrhundert                                                 | Eines der am besten erhaltenen Fachwerkensemble von Starbach, mit unmittelbar benachbarter Nummer 19 markante und für das Ortsbild wichtige Gebäudegruppe, Zeugnis der Volksbauweise und ländlichen Architektur seiner Zeit, baugeschichtlich bedeutend. Alle: Fachwerk massiv untersetzt, Giebel verschiefert. | 09268332 |
| Direkt Bild zu diesem Denkmal hochladen | Seitengebäude (mit Kumthalle), Scheune, daran angebautes Stallgebäude und Torbogen eines Vierseithofes | Rüsseinaer Straße 33 (Karte)          | 1. Hälfte 19. Jahrhundert (Seitengebäude); bezeichnet mit 1826 (Torbogen) | Alle genannten Gebäude in Fachwerkbauweise, repräsentativster Hof von Starbach, bemerkenswertes Zeugnis ländlicher Architektur und Volksbauweise seiner Zeit, baugeschichtlich bedeutend, geschwungener Torbogen mit Seltenheitswert. - Fachwerk massiv untersetzt - Wirtschaftsgebäude mit Kumthalle | 09268321 |
|                                         | Ehemaliges Bahnhofsgebäude (Nr. 2), Toilettenhäuschen und Güterschuppen (Nr. 4)                        | Starbacher Bahnhofstraße 2, 4 (Karte) | 1880                                                                      | Im weitgehenden Originalzustand erhaltene Bahnhofsbauten der Bahnstrecke Riesa–Nossen des späten 19. Jahrhunderts, baugeschichtlich und ortsgeschichtlich von Bedeutung | 09304459 |
| Direkt Bild zu diesem Denkmal hochladen | Wohnstallhaus eines Bauernhofes                                                                        | Wolkauer Straße 12 (Karte)            | 1. Hälfte 19. Jahrhundert                                                 | Fachwerk im Obergeschoss, baugeschichtlich bedeutend. Fachwerk massiv untersetzt, Giebel verbrettert. | 09268334 |
| Direkt Bild zu diesem Denkmal hochladen | Wohnhaus                                                                                               | Wolkauer Straße 26 (Karte)            | 1. Hälfte 19. Jahrhundert                                                 | Obergeschoss Fachwerk, Giebel verbrettert, weitestgehend authentisch erhaltener ländlicher Bau, auch und vor allem im Inneren, baugeschichtlich und sozialgeschichtlich bedeutend. Lehmziegel im Erdgeschoss, Giebel und Obergeschoss verbrettert. Im Obergeschoss möglicherweise Fachwerk. Wohl einstige Häuslerei. | 09268320 |

## Tabellenlegende
- Bild: Bild des Kulturdenkmals, ggf. zusätzlich mit einem Link zu weiteren Fotos des Kulturdenkmals im Medienarchiv Wikimedia Commons. Wenn man auf das Kamerasymbol klickt, können Fotos zu Kulturdenkmalen aus dieser Liste hochgeladen werden:
- Bezeichnung: Denkmalgeschützte Objekte und ggf. Bauwerksname des Kulturdenkmals
- Lage: Straßenname und Hausnummer oder Flurstücknummer des Kulturdenkmals. Die Grundsortierung der Liste erfolgt nach dieser Adresse. Der Link (Karte) führt zu verschiedenen Kartendiensten mit der Position des Kulturdenkmals. Fehlt dieser Link, wurden die Koordinaten noch nicht eingetragen. Sind diese bekannt, können sie über ein Tool mit einer Kartenansicht einfach nachgetragen werden. In dieser Kartenansicht sind Kulturdenkmale ohne Koordinaten mit einem roten bzw. orangen Marker dargestellt und können durch Verschieben auf die richtige Position in der Karte mit Koordinaten versehen werden. Kulturdenkmale ohne Bild sind an einem blauen bzw. roten Marker erkennbar.
- Datierung: Baubeginn, Fertigstellung, Datum der Erstnennung oder grobe zeitliche Einordnung entsprechend des Eintrags in der sächsischen Denkmaldatenbank
- Beschreibung: Kurzcharakteristik des Kulturdenkmals entsprechend des Eintrags in der sächsischen Denkmaldatenbank, ggf. ergänzt durch die dort nur selten veröffentlichten Erfassungstexte oder zusätzliche Informationen
- ID: Vom Landesamt für Denkmalpflege Sachsen vergebene, das Kulturdenkmal eindeutig identifizierende Objekt-Nummer. Der Link führt zum PDF-Denkmaldokument des Landesamtes für Denkmalpflege Sachsen. Bei ehemaligen Kulturdenkmalen können die Objektnummern unbekannt sein und deshalb fehlen bzw. die Links von aus der Datenbank entfernten Objektnummern ins Leere führen. Ein ggf. vorhandenes Icon  führt zu den Angaben des Kulturdenkmals bei Wikidata.